# Cyrano: Yeon-aejojakdan
Cyrano: Yeon-aejojakdan (kor. 시라노; 연애조작단 Sirano: Yeon-aejojakdan, ang. Cyrano Agency) – południowokoreańska komedia romantyczna z 2010 roku. Film miał swoją premierę 16 września 2010 roku, w rolach głównych wystąpili Uhm Tae-woong, Lee Min-jung, Choi Daniel, Park Shin-hye oraz Park Chul-min. Jest to nowoczesne spojrzenie na sztukę Cyrano de Bergerac autorstwa Edmonda Rostanda, skupia się na agencji randkowej, która pomaga swoim klientom zdobyć serca ludzi, których pragną.

## Opis fabuły
Kim Hyeon-gon (Song Sae-byeok), który zakochał się w pracownicy kawiarni Seon-ah (Ryu Hyun-kyung), dowiaduje się o agencji Cyrano, małej firmy założonej przez aktora teatralnego Lee Byeong-hoona (Uhm Tae-woong), która gwarantuje 100% skuteczność w sprawianiu, by ludzie się w sobie zakochali. Kim podpisuje umowę i zespół Cyrano zaczynają pracę tworząc skomplikowane scenariusze, których Seon-ah jest nieświadomym celem jednocześnie instruując Hyeon-gona przez słuchawki. Operacja okazuje się być sukcesem, ale Agencja Cyrano potrzebuje więcej klientów, ponieważ ich finanse są zagrożone. Kolejnym klientem jest menedżer Lee Sang-yong (Choi Daniel), który zakochał się w Kim Hee-joong (Lee Min-jung), młodej kobiecie, którą poznał w kościele. Byeong-hoon nie chce podjąć zlecenia gdyż, jak się okazuje, Hee-joong jest jego byłą dziewczyną. Niechętnie się zgadza i początkowo zaczyna się układać między swataną parą. Jednakże odzywają się uczucia Byeong-hoona, które zaczynają przeszkadzać w interesach.

## Obsada
- Uhm Tae-woong jako Lee Byeong-hoon, menadżer Cyrano Agency
- Lee Min-jung jako Kim Hee-joong
- Choi Daniel jako Lee Sang-yong
- Park Shin-hye jako Min-yeong
- Park Chul-min jako Cheol-bin
- Jeon Ah-min jako Jae-pil
- Song Sae-byeok jako Kim Hyeon-gon
- Ryu Hyun-kyung jako Seon-ah
- Kim Ji-young jako Yoo-mi
- Kwon Hae-hyo jako przewodniczący Kwon, lichwiarz
- Lee Dae-yeon jako pastor, wujek Hee-joong
- Lee Mi-do jako So-yun
- Kim Il-woong jako Dae-hyeon
- Lee Mi-so jako Mi-soo; Roxanne w sztuce
- Do Yong-gu jako starzec z kościoła
- Lee Chang-ju jako oświadczający się mężczyzna
- Jang Eun-ah jako kobieta od oświadczyn
- Lee Do-woo jako dziewczyna będąca celem
- Kim Ju-yeong jako Cyrano w sztuce
- Weon Hyeon-jun jako zbir Kwona
- Seo Dae-hyeon jako zbir Kwona
- Han Dae-ryong jako zbir Kwona
- Bae Yun-beom jako przyjaciel Byeong-hoona
- Song Da-eun jako instruktor jogi
- Jo Jae-hyeong jako wiolonczelista

## Odbiór
Ta niskobudżetowa komedia romantyczna stała się nieoczekiwanym hitem 2010 roku, przyciągając ponad 2,7 miliona widzów swoją prostą fabułą i niegwiazdorską obsadą.
Film otrzymał również pozytywne recenzje, krytycy nazywali go „powiewem świeżego powietrza” (The Korea Times), o „bystrej i inteligentnej reżyserii” i „dobrze rozwiniętymi postaciami” (Korea JoongAng Daily). Doświadczenie reżysera Kim Hyun-seoka „pokazało starannie wymyślone postacie i sposób, w jaki scenariusz łączy wiele wątków bez odwrócenia uwagi od głównego łuku emocjonalnego filmu” (Film Business Asia). Kim zdobył nagrodę za najlepszy scenariusz podczas Blue Dragon Film Awards w 2010 roku.

## Spin-off
Kanał tvN wyprodukował serial telewizyjny zatytułowany Yeon-aejojakdan: Cyrano, który miał swoją premierę w 2013 roku. Lee Jong-hyuk wcielił się w rolę Byeong-hoona, a Sooyoung (z Girls’ Generation) zagrała Min-yeong.

## Nagrody i nominacje
| Rok  | Nagroda                     | Kategoria                         | Nagrodzony    | Wynik     |
| ---- | --------------------------- | --------------------------------- | ------------- | --------- |
| 2010 | 31. Blue Dragon Film Awards | Najlepszy scenariusz              | Kim Hyun-seok | Wygrana   |
| 2010 | 31. Blue Dragon Film Awards | Najlepsza nowa aktorka            | Lee Min-jung  | Wygrana   |
| 2010 | 47. Baeksang Arts Awards    | Najpopularniejsza aktorka filmowa | Park Shin-hye | Wygrana   |
| 2010 | 47. Baeksang Arts Awards    | Najlepszy nowy aktor filmowy      | Daniel Choi   | Nominacja |
| 2010 | 47. Baeksang Arts Awards    | Najlepsza nowa aktorka filmowa    | Lee Min-jung  | Nominacja |
| 2010 | 47. Baeksang Arts Awards    | Najlepszy scenariusz              | Kim Hyun-seok | Nominacja |
| 2010 | 47. Grand Bell Awards       | Najlepsza nowa aktorka            | Lee Min-jung  | Wygrana   |
| 2010 | 47. Grand Bell Awards       | Najlepszy nowy aktor              | Choi Daniel   | Nominacja |
| 2010 | 47. Grand Bell Awards       | Nagroda popularności              | Lee Min-jung  | Wygrana   |